# Костомка (приток Тёбзы)
Костомка — река в России, протекает по Галичскому району Костромской области. Устье реки находится в 60 км по правому берегу реки Тёбза. Длина реки составляет 25 км, площадь водосборного бассейна — 122 км².
Река берёт начало южнее деревни Алифино в 18 км к юго-западу от города Галич. В верхнем течении течёт на северо-запад, затем поворачивает на юго-запад. В верхнем течении на реке стоят деревни Новая и Абакумово, в нижнем — село Костома, а также ряд нежилых. Впадает в Тёбзу южнее села Костома.

## Данные водного реестра
По данным государственного водного реестра России относится к Верхневолжскому бассейновому округу, водохозяйственный участок реки — Кострома от истока до водомерного поста у деревни Исады, речной подбассейн реки — Волга ниже Рыбинского водохранилища до впадения Оки. Речной бассейн реки — (Верхняя) Волга до Куйбышевского водохранилища (без бассейна Оки).
Код объекта в государственном водном реестре — 08010300112110000012557.